# أندرو باسيفيتش
أندرو باسيفيتش الابن (بالإنجليزية: Andrew Bacevich) (ولد في 1947) هو عالم سياسة أمريكي ومتخصص في العلاقات الدولية والدراسات الأمنية والسياسة الخارجية الأمريكية والتاريخ الدبلوماسي والعسكري الأميركي. وهو حاليا أستاذ العلاقات الدولية والتاريخ في جامعة بوسطن. وهو أيضا ضابط متقاعد في فرع من جيش الولايات المتحدة وتقاعد برتبة كولونيل. وهو المدير السابق لمركز جامعة بوسطن للعلاقات الدولية (1998-2005).
كان باسيفيتش باستمرار أشد منتقدي الاحتلال الأمريكي للعراق واصفا الصراع بالفشل الذريع. في مارس 2007 وصف تأييد جورج بوش هذه "الحروب الوقائية" بأنه "غير أخلاقي، غير مشروع وغير حكيم. توفي ابنه أيضا ضابط في الجيش، والقتال في حرب العراق في مايو 2007.